# Xã Harristown, Quận Macon, Illinois
Xã Harristown (tiếng Anh: Harristown Township) là một xã thuộc quận Macon, tiểu bang Illinois, Hoa Kỳ. Năm 2010, dân số của xã này là 1.921 người.